# Dick Rathmann
Dick Rathmann, ameriški dirkač Formule 1, *6. januar 1924, Los Angeles, Kalifornija, ZDA, †1. februar 2000, Melbourne, Florida, ZDA.
Dick Rathmann je pokojni ameriški dirkač, ki je med leti 1950 in 1960 sodeloval na ameriški dirki Indianapolis 500, ki je med letoma 1950 in 1960 štela tudi za prvenstvo Formule 1. Najboljši rezultat je dosegel na dirki leta 1956, ko je zasedel peto mesto. Umrl je leta 2000.